# Marco Meilinger
Marco Meilinger (Salzburg, 8 augustus 1991) is een Oostenrijks voetballer die doorgaans speelt als middenvelder. In januari 2023 tekende hij voor Union Vöcklamarkt.

## Clubcarrière
Meilinger speelde in zijn jeugd voor USK Anif, maar in 2002 stapte de middenvelder over naar de jeugdopleiding van Red Bull Salzburg, dat toen nog onder de naam Austria Salzburg speelde. Vanaf 2009 was Meilinger actief namens het reserveteam van de club, waarmee hij uitkwam in de Regionalliga West. Na twee jaar bij dat team werd hij in 2011 voor twee jaar verhuurd aan SV Ried. Bij die club stond hij twee seizoenen achtereen in de basis. Nadat hij terugkeerde bij Red Bull Salzburg mocht Meilinger een aantal wedstrijden meespelen in het eerste elftal. In de zomer van 2014 verliet hij Salzburg om bij Austria Wien te gaan spelen. Na twee seizoenen maakte Meilinger de overstap naar Aalborg BK, waarmee hij voor het eerst buiten Oostenrijk ging spelen. Bij de Deense club stond hij anderhalf jaar onder contract, voor hij bij Rheindorf Altach terugkeerde in Oostenrijk. In januari 2023 ging hij voetballen bij Union Vöcklamarkt.

## Erelijst
| Bundesliga | 1 | 2013/14 |
| ÖFB-Cup    | 1 | 2013/14 |